# 이태수 (교수)
이태수(李兌洙, 1959년 11월 15일 ~ )는 대한민국의 교수이다.

## 학력
- 연세대학교 상경대학 경제학부 학사, 석사, 박사 과정 졸업

## 주요 경력
- 가톨릭꽃동네대학교 교수
- 한국보건복지인력개발원 원장
- 참여연대 사회복지위원장
- 비판과 대안을 위한 사회복지학회 회장
- 대통령 직속 정책기획위원회 위원 및 미래연구단장
- 국무총리실 산하 사회보장위원회 실무위원회 공동위원장
- 국민연금기금운영위원회 위원
- 복지국가소사이어티 공동대표
- 더불어민주당 당원
- 제25대 한국보건사회연구원 원장 (임기: 2021년 5월 3일 ~ 2024년 5월 31일)

## 역대 선거 결과
| 실시년도 | 선거   | 대수 | 직책     | 선거구   | 정당         | 득표수      | 득표율          | 순위          | 당락 | 비고      |
| -------- | ------ | ---- | -------- | -------- | ------------ | ----------- | --------------- | ------------- | ---- | --------- |
| 2016년   | 총선   | 20대 | 국회의원 | 비례대표 | 더불어민주당 | 6,069,744표 | \| \| 25.54% \| | 비례대표 18번 | 낙선 | 승계 불능 |
|          | 25.54% |      |          |          |              |             |                 |               |      |           |